# Syfilis
Syfilis er en seksuelt overført infektion, som forårsages af underarten pallidum spirokætbakterien Treponema pallidum. Den primære smittevej er ved seksuel kontakt, men smitten kan også overføres fra mor til foster under graviditet eller fødsel, hvilket medfører kongenit syfilis. Beslægtet Treponema pallidum er årsag til andre sygdomme hos mennesker, herunder frambøsi (underarten pertenue), pinta (underarten carateum) og endemisk syfilis (underarten endemicum).
Symptomerne for syfilis varierer, afhængigt af hvilket af de fire stadier den viser sig i (primært, sekundært, latent og tertiært). I det primære stadie findes traditionelt en enkelt chanker (et fast, smerteløst, ikke-kløende hudsår), i det sekundære findes spredt udslæt ofte omfattende håndflader og fodsåler, i det latente syfilisstadie med begrænsede eller ingen symptomer, og i det tertiær stadie som gumma, neurologiske symptomer eller kredsløbssymptomer. På grund af sygdommens ofte atypiske præsentation kaldes den dog også "den store imitator". Diagnose sker sædvanligvis ved blodprøver, men bakterien kan også visualiseres under mikroskop. Syfilis kan behandles med antibiotika, specifikt den foretrukne intramuskulære penicillin G (gives intravenøst ved neurosyfilis), ellers gives ceftriaxon, og for patienter med alvorlig penicillinallergi gives oralt doxycyclin eller azithromycin.
Syfilis menes globalt at have smittet 12 millioner personer i 1999, hvoraf over 90 % af tilfældene forekom i udviklingslande. Efter et drastisk fald, da penicillin blev udbredt i 1940'erne, er antallet af smittede steget i mange lande siden årtusindskiftet, ofte i kombination med hiv-virus. Dette menes til dels at skyldes usikker seksuel aktivitet blandt mænd, der dyrker sex med andre mænd, øget promiskuitet, prostitution og aftagende brug af kondom.

## Generelt om sygdommen
- Syfilis er en alvorlig køns- og infektionssygdom forårsaget af en bakterie, spirokæten Treponema pallidum.
- Bakterien kan smitte gennem skeden og endetarmen. Den kan også komme via blod. Bakterien kan ikke smitte via huden, så det smitter ikke at røre ved en smittet.
- I 2003 blev der i Danmark anmeldt 79 tilfælde af syfilis, og i 2002 34 tilfælde. 75 var mænd og 4 kvinder. 61 var homoseksuelle mænd, 12 heteroseksuelle, en biseksuel og en ukendt. Medianalderen var 36 år. 23 havde kendt HIV-infektion. De fleste tilfælde forekommer i Storkøbenhavn.
- En syfilissvulst kaldes en syfilom. En syfilispatient er en syfilitiker. Syfilisspecialist er en syfilidolog.
- Syfilis hed italienske kopper i Frankrig. I Italien hed sygdommen den spanske syge. I Spanien den engelske syge. I England den franske syge. I Indien den portugisiske syge. I Danmark brugtes betegnelsen fransosen eller den franske syge.
- Christoffer Columbus havde mange spændende ting med hjem til Europa, efter at han i 1492 opdagede "Den Nye Verden". Blandt andet havde søfareren tobak, kakao og majs med i lasten, og han – eller medlemmer af hans besætning – hjembragte syfilis. Det postulerer amerikanske forskere, der har analyseret syfilis' genetik. De har fundet ud af, at nutidens syfilis genetisk er meget nært beslægtet med tropesygdommen "guineakopper", der er udbredt i Sydamerika. Analysen, der er foretaget af forskere fra Emory University, viser, at syfilis er den yngste af de to sygdomme, og de mener, at syfilis er en mutation af guineakopper, og at Columbus' mænd i Sydamerika blev smittet med guineakopper, som ved ankomsten til Europa muterede til syfilis. Teorien understøttes af, at de første registrerede tilfælde af syfilis dukkede op i 1495 – blot to år efter Columbus' hjemkomst. Forskere kalder Columbus' hjembringen af syfilis for skæbnens ironi, da europæerne påførte både kopper og mæslinger til indbyggerne i Den Nye Verden.

## Symptomatik
Syfilis kan forekomme i et af fire stadier: primært, sekundært, latent og tertiært, og kan også være kongenit. Sir William Osler kaldte sygdommen "den store imitator" på gund af de mange måder, den viser sig på.

### Primær
Primær syphilis modtages typisk via direkte seksuel kontakt med en anden persons infektiøse læsioner. Ca. 3 til 90 dage efter den første udsættelse (gennemsnitligt 21 dag), vise en hudlæsion kaldet en chanker på kontaktstedet. Dette er typisk  (i 40 % af alle tilfælde) et enkelt, fast, smerteløst, ikke-kløende, hudsår med ren bund og skarp rand og af en størrelse på mellem 0,3 and 3,0 cm. Læsionen kan dog antage stort set alle former. I dets klassiske form udvikler det sig fra et macula til en papel og endeligt til en erosion eller en ulcus. I nogle tilfælde kan der forekomme flere læsioner (ca. 40 %), hvor flere læsion forekommer hyppigere hos personer, som også er smittet med HIV. Læsionerne kan være smertefulde eller ømme (30 %), og kan forekomme andre steder end på genitalierne (2–7 %). Det hyppigst forekommende sted hos kvinder i livmoderhalsen (44 %), på penis hos heteroseksuelle mænd (99 %), og analt og rektalt er relativt hyppigt hos mænd, der har sex med andre mænd (34 %). Forstørrede lymfeknuder er også hyppigt (80 %) forekommende omkring smitteområdet  og opstår omkring 10 dage efter chankerdannelsen. Læsionen kan vare ved i tre til seks uger uden behandling.

### Sekundær
Sekundær syphilis forekommer ca. fire til ti uger efter den primære smitte. Selv om sekundær syfilis er kendt for sine mange forskellige manifestationer, involverer sygdommen oftest huden, slimhinder og lymfeknuder. Der kan forekomme symmetrisk, rød-rosa, ikke-kløende udslæt på torso og ekstremiteterne, herunder håndflader og fodsåler. Udslættet kan blive maculopapuløst eller pustuløst. Det kan danne flade, brede og hvidlige, vortelignende læsioner, der kaldes condyloma latum, på slimhinderne. Alle disse læsioner rummer bakterier og er smitsomme.  Andre symptomer kan omfatte feber, halsondt,utilpashed, vægttab, hårtab og hovedpine. Sjældne manifestationer omfatter hepatitis, nyresygdom, arthritis, periostitis, opticusneurit, uveitis og keratitis interstitialis. De akutte symptomer forsvinder som regel efter tre til seks uger, men ca. 25 % af personerne kan opleve, at sekundære symptomer opstår på ny. Mange personer, der får konstateret sekundær syphilis (40–85 % af kvinder, 20–65 % af mænd) angiver, at de ikke har haft den chanker, der typisk ses i forbindelse med primær syphilis.

### Latent
Latent syfilis defineres som havende serologisk bevis på smitte. I USA beskrives den desuden som enten tidlig (under ét år efter sekundær syfilis) eller sen (over 1 år efter sekundær syfilis). I Storbritannien bruges en skæringsdato på to år for hhv. tidlig og sen latent syfilis. Ved tidlig latent syfilis kan der forekomme symptomtilbagefald. Sen latent syfilis er asymptomatisk og ikke så smitsom som tidlig latent syfilis.

### Tertiær
Tertiær syfilis kan forekomme ca. 3 til 15 år efter den primære smitte og kan inddeles i tre forskellige former: gummatøs syfilis (15 %), sen neurosyfilis (6,5 %) og kardiovaskulær syfilis (10 %). Ved manglende behandling udvikler en tredjedel af smittede personer den tertiære syfilis.Personer med tertiær syfilis smitter ikke.
Gummatøs syfilis eller sen godartet syfilis forekommer 1 til 46 år efter den primære smitte med et gennemsnit på 15 år. Dette stadie er karakteriseret ved dannelsen af kroniskgummas, som er bløde, tumorlignende inflammerede nodula, der kan variere meget i størrelse. De påvirker typisk hud, knogler og lever men kan forekommer overalt.
Neurosyfilis er en infektion, der vedrører centralnervesystemet. Den kan forekomme i den tidlige fase og være enten asymptomatisk eller vise sig i form af syfilitisk meningitis eller i den sene fase som meningovaskulær syfilis, generel parese eller tabes dorsalis, som er forbundet med dårlig balance eller initialsmerte i underekstremiteterne. Sen neurosyfilis forekommer typisk 4 til 25 år efter den primære smitte. Meningovaskulær syfilis viser sig typisk som apati og epileptisk anfald, generel parese med demens og tabes dorsalis. Der kan også forekomme Argyll Robertson-pupiller, som er bilaterale små pupiller, der trækker sig sammen, når personen fokuserer på nære genstande, men ikke trækker sig sammen, når du udsættes for skarpt lys.
Kardiovaskulær syfilis forekommer sædvanligvis 10–30 år efter smitten. Den mest almindelige komplikation er syfilitisk aortit, som kan føre til dannelse af aneurisme.

### Kongenit
Kongenit syfilis kan forekomme under graviditet eller under selve fødslen. To tredjedele af nyfødte med syfilis fødes uden symptomer. Over de første par leveår kan blandt andet følgende almindelige symptomer udvikles: hepatosplenomegali (70 %), udslæt (70 %), feber (40 %), neurosyfilis (20 %) og pneumonitis (20 %).Hvis sygdommen ikke behandles, kan der i 40 % af tilfældene forekomme sen kongenit syfilis, som omfatter: sadelnæse, Higoumenakis tegn, sabellægge eller Cluttons led blandt andre.

## Årsag

### Bakteriologi
Treponema pallidum-underarten  pallidum er en spiralformet, Gram-negativ, meget mobil bakterie. Der er tre andre humane sygdomme, som skyldes relateret treponema pallidum, herunder frambøsi (underarten pertenue), pinta (underarten carateum) og endemisk syfilis (underarten endemicum). Modsat undertypen pallidum medfører de ikke neurologisk sygdom. Mennesker er eneste kendte naturlige vært for underarten pallidum. Den kan kun overleve nogle få dage uden vært. Dette skyldes dens lille genom (1.14 MDa), som ikke kan kode de nødvendige stofskifteveje, der skal til for, at den kan udnyttes sine makronæringsstoffer optimalt.Den har en langsom fordoblingstid på over 30 timer.

### Smitte
Syfilis smitter primært ved seksuel kontakt eller under graviditet fra moderen til fosteret. Spirokæten kan passere gennem intakte slimhinder eller svækket hud. Den kan således smitte ved kys i nærheden af en læsion samt ved oral-, vaginal og analsex. Ca. 30 til 60 % af personer, der udsættes for primær eller sekundær syfilis vil udvikle sygdommen. Et eksempel på sygdommens ineffektivitet er det faktum, at en person, der podes med kun 57 organismer, har 50 % risiko for at blive smittet. De fleste (60 %) nye tilfælde i USA forekommer hos mænd, der har sex med mænd. Den kan overføres via blodprodukter. Der testes dog for sygdommen i mange lande, og risikoen er derfor lav. Risikoen for smitte ved deling af kanyler synes at være begrænset. Syfilis kan ikke smitte via toiletsæder, dagligdags aktiviteter, karbade eller brug af andres bestik eller tøj.

## Diagnose
Syfilis er vanskelig at diagnosticere klinisk tidligt i dens præsentation. Bekræftelse sker enten via blodtest eller direkte visuel inspektion ved brug af mikroskopi. Blodtest er mere almindeligt anvendt, da de er lettere at udføre. Ved diagnostiske test er det dog ikke muligt at skelne mellem sygdommens stadier.

### Blodtest
Blodtest inddeles i ikke-treponemale og treponemale test. Ikke-treponemale test bruges initialt og omfatter VDRL- (Veneral Disease Research Laboratory) ogRPR-test (Rapid Plasma Reagin). Disse test er dog lejlighedsvis falske positiver, og der kræves bekræftelse ved en treponemal test, f.eks. TPHA- (treponemal pallidum particle agglutination) eller FTA-Abs-(fluorescent treponemal antibody absorption test). Falsk positive resultater af de ikke-treponemale test kan forekomme ved nogle virale infektioner som f.eks. varicella og mæslinger samt ved lymfom, tuberkulose, malaria, endocarditis, bindevævssygdom og graviditet. Treponemale antistoftest bliver sædvanligvis positive to til fem uger efter den primære smitte. Neurosyfilis diagnosticeres ved fund af store antal leukocytter (hovedsagligt lymfocytter) og høje proteinniveauer i cerebrospinalvæske ved udbredelsen af en kendt syfilisinfektion.

### Direkte test
Ved anvendelse af Mørkefeltsmikroskopi af serøs væske fra en chanker kan der foretages en omgående diagnose. Hospitaler har dog ikke altid det nødvendige udstyr eller erfarent peronale, som muliggør test inden for 10 minutter fra indsamling af prøven. Sensitiviteten er rapporteret til næsten 80 % og kan således kun bruges til at bekræfte en diagnose men ikke til udelukkelse af diagnose. Der kan udføres to andre test på en prøve fra chankeren: fluorescerende antistoftest og nukleinsyreamplifikationstest. Ved direkte fluorescerende antistoftest benyttes antistoffer mærket med fluorescein, som binder sig til specifikke syfilisproteiner, mens der ved nukleinsyreamplifikation anvendes teknikker som f.eks. polymerasekædereaktion til registrering af forekomsten af syfilisgener. Disse test er ikke tidssensitive, da der ikke kræves levende bakterier for at stille en diagnose.

## Forebyggelse
Der forefindes ingen effektivt forebyggende vaccine. Smitterisikoen kan reduceres afgørende, hvis intim kontakt med en smittet person undgås, eller hvis der anvendes kondom. Brug af kondom kan dog ikke eliminere risikoen. Derfor anbefaler Centers for Disease Control and Prevention et længerevarende, indbyrdes monogamt forhold med en partner, der ikke er smittet, og afholdenhed fra substanser som alkohol og andre stoffer, der stimulerer risikabel seksuel adfærd.
Kongenit syfilis hos nyfødte kan forebygges ved screening af mødre tidligt i graviditeten og behandling af de smittede. United States Preventive Services Task Force (USPSTF) anbefaler kraftigt universel screening af alle gravide kvinder, mens WHO anbefaler, at alle kvinder testes ved deres første jordmoderbesøg og igen i tredje trimester. Hvis de er positive, anbefales det, at deres partner også behandles. Kongenit syfilis er dog stadig udbredt i udviklingslande, da mange kvinder ikke får nogen svangerskabsrådgivning, og den svangerskabsrådgivning, som andre får, omfatter ikke screening,. Den forekommer også stadig i udviklingslande, fordi de personer, der har størst risiko for at få syfilis (pga. stofmisbrug osv.), også har mindst sandsynlighed for at modtage behandling under graviditeten. Et antal tiltag for at øge adgangen til test synes at reducere udbredelsen af kongenit syfilis i lav- og mellemindkomstlande.
Syfilis er en sygdom med anmeldelsespligt i mange lande, herunder Canada EU og USA. Dette betyder, at personer i sundhedssektoren skal anmelde til offentlige sundhedsmyndigheder, som derefter ideelt sørger for partnerunderretning af personens partnere. Læger kan også opfordre patienter til at bede deres partnere om at søge behandling. CDC anbefaler, at seksuelt aktive mænd, der har sex med andre mænd, testes mindst en gang om året.

## Behandling

### Tidlige infektioner
Førstelinjebehandlingen af ukompliceret syfilis er stadig en enkelt dosis intramuskulær penicillin G eller en enkelt dosis azithromycin. Doxycyclin og tetracyclin er alternativer, men på grund af risikoen for medfødte misdannelser anbefales disse ikke til gravide kvinder. Antibiotikaresistens har ført til udviklingen af et antal agenser, herunder macrolider, clindamycin og rifampicin. Ceftriaxon, der er et tredjegenerations cephalosporinantibiotikum, kan være effektivt som penicillinbaseret behandling.

### Sene infektioner
På grund af den begrænsede penetration af penicillin G i centralnervesystemet anbefales det for personer med neurosyfilis, at de gives store doser intravenøs penicillin i mindst 10 dage. Hvis en person er allergisk, kan der bruges ceftriaxon, eller der kan forsøges desensibilisering. Andre sene præsentationer kan behandles med intramuskulær penicillin G en gang om ugen i tre uger. Hvis personen er allergisk, som i tilfældet med tidlig sygdom, kan der bruges doxycyclin eller tetracyclin, dog i længere perioder. Behandlingen i denne periode begrænser yderligere udvikling, men den har kun ringe virkning på den skade, der allerede er sket.

### Jarisch-Herxheimer-reaktion
En af de potentielle bivirkninger ved behandlingen er Jarisch-Herxheimer-reaktion. Den begynder typisk inden for en time og varer i 24 timer med symtomer som feber, muskelsmerter, hovedpine og takykardi. Den forårsages af de cytokiner, der frigives af immunsystemet som reaktion på lipoproteiner, der frigives fra bristende syfilisbakterier.

## Epidemiologi
| no data <35 35-70 70-105 105-140 140-175 175-210 | 210-245 245-280 280-315 315-350 350-500 >500 |

Syfilis menes at have smittet 12 millioner mennesker i 1999, hvoraf mere end 90 % af tilfældene forekom i udviklingslande. Sygdommen påvirker mellem 700.000 og 1,6 millioner graviditeter pr. år med spontane aborter, dødfødsler og kongenit syfilis til følge. I subsaharisk Afrika er syfilis skyld i ca. 20 % af perinatale dødsfald. Hyppigheden er proportionalt større blandt stiknarkomaner, HIV-smittede og mænd, der har sex med mænd. I USA var hyppigheden af syfilistilfælde i 2007 seks gange højere hos mænd end hos kvinder, mens fordelingen var næsten lige i 1997. Afroamerikanere udgjorde næsten halvdelen af alle tilfælde i 2010.
Syfilis var meget udbredt i Europa i det 18. og 19. århundrede. I industrialiserede lande faldt hyppigheden af tilfælde hastigt i starten af det 20. århundrede i takt med den udbredte brug af antibiotika indtil 1980'erne og 1990'erne. Siden år 2000 er antallet af syfilistilfælde steget i USA, Canada, Storbritannien og Europa, særligt blandt mænd, der har sex med mænd. Hyppigheden af syfilistilfælde blandt amerikanske kvinder er dog forblevet stabilt i denne periode, og hyppigheden blandt kvinder i Storbritannien er hyppigheden steget men den er steget mindre end for mænd. Der er sket en stigning i hyppigheden blandt heteroseksuelle i Kina og Rusland siden 1990'erne. Dette menes at skyldes usikker sex, herunder seksuel promiskuitet, prostitution og aftagende brug af kondom.
Ubehandlet syfilis har en dødelighed på 8 % til 58 % med et større dødstal for mænd. Symptomerne for syfilis er blevet mindre alvorlige i løbet af det 19. og 20. århundrede, til dels på grund af udbredelsen af effektiv behandling og til dels på grund af spirokætens aftagende virulens. Ved tidlig behandling, ses kun få komplikationer. Syfilis øger risikoen for hiv-smitte med to til fem gange, og coinfektion er almindelig (30–60 % i et antal bycentre).

## Historie
Syfilis' nøjagtige oprindelse kendes ikke. Den ene af to primære hypoteser er, at syfilis blev bragt til Europa af tilbagevendende besætninger fra Christopher Columbus' rejse til Amerika, den anden, at syfilis fandtes i Europa i forvejen men ikke blev opdaget. Disse kaldes henholdsvis den "columbianske" og den "præcolumbianske" hypotese. Den columbianske hypotese understøttes bedst af den forhåndenværende evidens. Den præcolumbianske hypotese understøttes derimod af forskning med dansk bidrag, der har konstateret tilstedeværelsen af syfilis før 1492 i Danmark, Kroatien, Østrig, Tyskland og England.
De første skriftlige kilder, der beskriver et udbrud af syfilis i Europa, er fra 1494/1495 i Napoli, Italien under en fransk invasion. Da den blev spredt af hjemvendte franske tropper, blev den først kaldt den "franske syge", og det kaldes den traditionelt stadig. I 1530 blev navnet "syfilis" brugt første gang af den italienske læge og digter Girolamo Fracastoro som titlen på hans digt skrevet på latin i daktyliske heksametre og med beskrivelser af sygdommens hærgen i Italien. Den blev også historisk kaldt "Great Pox".
Den sygdomsfremkaldende organisme, treponema pallidum, blev første gang identificeret af Fritz Schaudinn og Erich Hoffmann i 1905. Den første virkningsfulde behandling (salvarsan) blev udviklet i 1910 af Paul Ehrlich, hvorefter der fulgte forsøg med penicillin bekræftelse af virkningen i 1943. Før det lykkedes at finde den effektive behandling, var det almindeligt at anvende kviksølv og isolation, hvilket betød, at behandlingen ofte var værre end sygdommen. Kviksølvbehandling bestod i at patienten placeres på et perforeret sæde hvorunder der er en skål med cinnober, der varmes op og derved frigiver kviksølvdampe, patienten har en gummikappe på der slutter tæt ved halsen og går til gulvet omsluttende skål og sæde. Kviksølvsmørekurer med indsmøring i 3-5 gram svinefedt hvori var 30 % kviksølv, eller kviksølvpiller var andre muligheder. Behandlingerne kunne gentages over flere år, P.S. Krøyer fik sådanne behandlinger hvert eneste år fra 1886 til 1904, uden en egentlig diagnose på syfilis. Mange berømte historiske personer, heriblandt Franz Schubert, Arthur Schopenhauer, Édouard Manet og Adolf Hitler, menes at have haft sygdommen.

## Samfund og kultur

### Kunst og litteratur
Det første europæiske kunstværk, der fremstiller syfilis, er Albrecht Dürers Mand med syfilis, et træsnit, der menes at forestille en landsknægt, som var en nordeuropæisk lejesoldat. Myten om femme fatale eller "giftige kvinder" i det 19. århundrede menes til dels at være afledt af syfilis' hærgen med klassiske eksempler i litteraturen, der inkluderer John Keats' La Belle Dame sans Merci. I det 19. århundredes franske litteratur findes der en række skildringer af sygdommen. Edmond de Goncourt (1822-96) skildrer i sin berømte Journal broderens, Jules de Goncourt (1830-70), død af sygdommen i detaljer. I dagbogen berøres også Guy de Maupassants (1850-93) død af sygdommen samt de 18 måneder, han tilbragte på sindssygehospital som følge af den. Goncourt-brødrenes gode ven Alphonse Daudet (1840-97) levede sine sidste 12 år i et smertehelvede (foruden en række andre symptomer) forårsaget af sygdommen, og det skildrede han indgående i værket La Doulou (da. overs. I smertens rige, 2022), der dog først udkom posthumt i 1930.
Kunstneren Jan van der Straet malede en scene med en rigmand, der bliver behandlet for syfilis med det tropiske træ guaiacum omkring år 1580. Værkets titel er Forberedelse og brug af Guayaco til behandling af syfilis. At kunstneren valgte at medtage dette billede i en serie af værker, der fejrer den nye verden, antyder, hvor vigtig en kur mod syfilis var for den europæiske elite på det tidspunkt, uanset hvor virkningsløs den var. Det rigt kolorerede og detaljerede værk forestiller fire tjenestefolk, der tilbereder blandingen, mens en læger ser til og skjuler noget bag sin ryg, mens den stakkels patient drikker.

### Studier fra Tuskegee og Guatemala
En af de mest notoriske sager om tvivlsom lægeetik i USA det 20. Århundrede var sagen om Syfilisstudiet fra Tuskegee. Studiet fandt sted i Tuskegee, Alabama og blev støttet af det amerikanske sundhedsvæsen (PHS) I samarbejde med Tuskegee Institute. Studiet begyndte i 1932, mens syfilis var et udbredt problem, og der ikke fandtes en sikker og effektiv behandling. Studiet var udviklet til at måle udviklingen af ubehandlet syfilis. I 1947 var penicillin blevet bekræftet som effektiv kur mod syfilis og var ved at blive almindelig udbredt til behandling af sygdommen. Lederne af studiet fortsatte alligevel studiet og tilbød ikke deltagerne behandling med penicillin. Dette debatteres, og nogle har fundet, at mange af subjekterne blev givet penicillin. Studiet ophørte først i 1972.
Der blev også gennemført syfilisstudier I Guatemala fra 1946 til 1948. De var forsøg på mennesker, der blev sponseret af USA, og som blev gennemført i Juan José Arévalos regeringstid I samarbejde med nogle af Guatemalas sundhedsministerier og embedsfolk. Læger inficerede soldater, fængselsindsatte og psykiatriske patienter med syfilis og seksuelt overførte sygdomme uden forsøgspersonerne informerede samtykke og behandlede dem med antibiotika. I oktober 2010 undskyldte USA formelt over for Guatemala for at have udført disse eksperimenter.